# Licencia de piloto comercial (avión)
Una licencia de piloto comercial (CPL, del inglés Commercial Pilot License) es una licencia que permite a su titular actuar como piloto al mando de un avión de un solo piloto o como copiloto de un avión multipiloto, además de cobrar por su trabajo, a diferencia de la licencia de piloto privado.

## Requisitos
Los requisitos básicos para obtener la licencia y los privilegios que confiere son aprobadas a nivel internacional por la Organización de Aviación Civil Internacional, OACI, sin embargo la aplicación real varía ampliamente de país a país. De acuerdo con la OACI, para obtener una licencia de piloto comercial, el solicitante debe tener una licencia de piloto privado, haber recibido formación en las áreas de un piloto comercial, y completar con éxito los exámenes escritos pertinentes. Las JAA tienen varios cursos que permiten obtener la Licencia de Piloto Comercial JAA con una habilitación de vuelo instrumental, sin haber obtenido la licencia de piloto privado. 
En los Estados miembros de las JAA, la normativa se basa en la JAR-FCL 1 SUBPARTE D - LICENCIA DE PILOTO COMERCIAL (avión) - CPL(A).
El aspirante debe de tener como mínimo, 18 años de edad, y ser titular de un certificado médico de clase 1 válido.

## Atribuciones y condiciones
Las atribuciones del titular de una licencia de piloto comercial de avión son:
1. Ejercer todas las atribuciones del titular de una licencia de PPL(A);
2. Actuar como piloto al mando o copiloto de cualquier avión dedicado a operaciones que no sean de transporte aéreo comercial;
3. Actuar como piloto al mando en operaciones de transporte aéreo comercial en cualquier avión certificado para un solo piloto;
4. Actuar como copiloto en transporte aéreo comercial.

## Obtención de la licencia
La licencia puede ser obtenida mediante un curso integrado o un curso modular.

### Curso integrado
El aspirante debe realizar como piloto de aviones que dispongan de un certificado de aeronavegabilidad emitido o aceptado por un Estado miembro de las JAA, al menos 150 horas de tiempo de vuelo.

### Curso modular
El aspirante debe realizar como piloto de aviones que dispongan de un certificado de aeronavegabilidad emitido o aceptado por un Estado miembro de las JAA, al menos 200 horas de tiempo de vuelo. 

## Conocimientos teóricos
Un aspirante a CPL(A) habrá recibido instrucción teórica en un curso aprobado, en una FTO aprobada, o en una organización especializada en instrucción teórica. El curso sería combinado con las enseñanzas de vuelo tal como se establece en el JAR-FCL 1.165. 
El programa de conocimientos teóricos comprenderá al menos 750 horas de enseñanza y de las siguientes asignaturas:
- Legislación aérea
- Conocimiento general de las aeronaves
- Performance
- Factores humanos
- Planificación y  monitorización de vuelo
- Meteorología
- Navegación General
- Radionavegación
- Instrumentos de vuelo y motor
- Procedimientos operacionales
- Principios de vuelo
- Comunicaciones
- Carga y centrado

## Instrucción de vuelo
Un aspirante a una CPL(A) habrá completado un curso aprobado de instrucción en vuelo, integrado o modular, en aviones que dispongan de un certificado de aeronavegabilidad emitido o aceptado por un Estado miembro de las JAA, en una organización aprobada de enseñanza de vuelo. El curso debería ser combinado con el curso de enseñanza teórica. Si las atribuciones de la licencia se van a ejercer por la noche, se realizarán por la noche al menos 5 horas adicionales de tiempo de vuelo en aviones, que comprendan 3 horas de instrucción en doble mando y al menos 1 hora de navegación de travesía y 5 despegues y aterrizajes con parada completa solo. Esta calificación será anotada en la licencia.

## Prueba de pericia de vuelo para la emisión de una CPL(A)
Un aspirante a una prueba de pericia de vuelo para CPL(A) habrá completado satisfactoriamente toda la formación requerida, incluida instrucción en un avión de la misma clase/tipo que el que va a ser usado para la prueba. Se permitirá al aspirante escoger para realizar las pruebas entre un avión monomotor o un avión multimotor, sujeto en este caso a los requisitos de experiencia del JAR-FCL 1.255 (a) o 1.260 (a) de 70 horas de vuelo como piloto al mando de aviones. El avión utilizado en la prueba de pericia cumplirá los requisitos de los aviones de instrucción establecidos en el Apéndice 1 del JAR-FCL 1.055 y estarán certificados para transporte, como mínimo, cuatro personas, dispondrán de paso variable de hélice y tren de aterrizaje retráctil.